# インドアクライミング

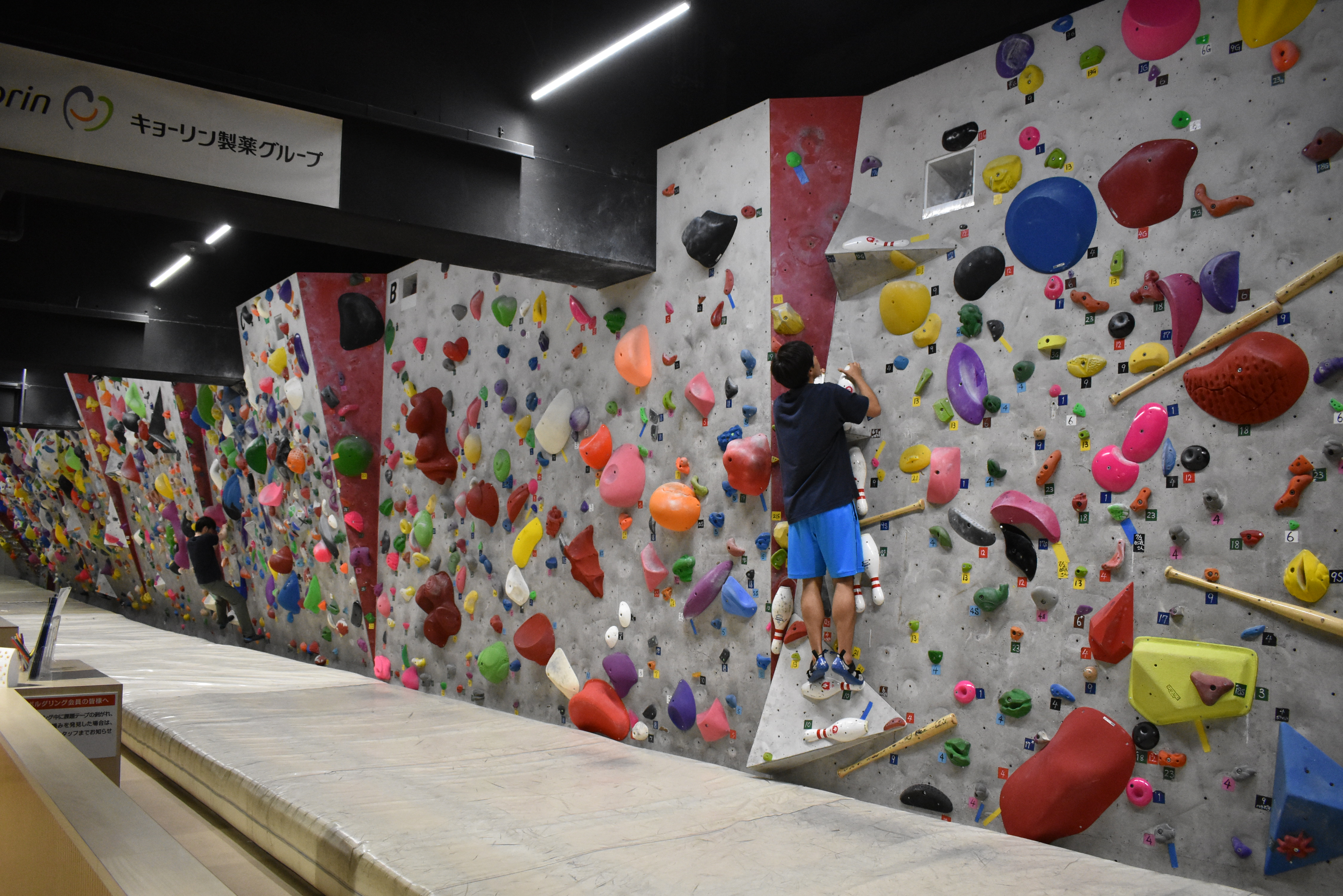
東京ドームシティ黄色いビル内のスポドリ（2019年7月5日撮影）

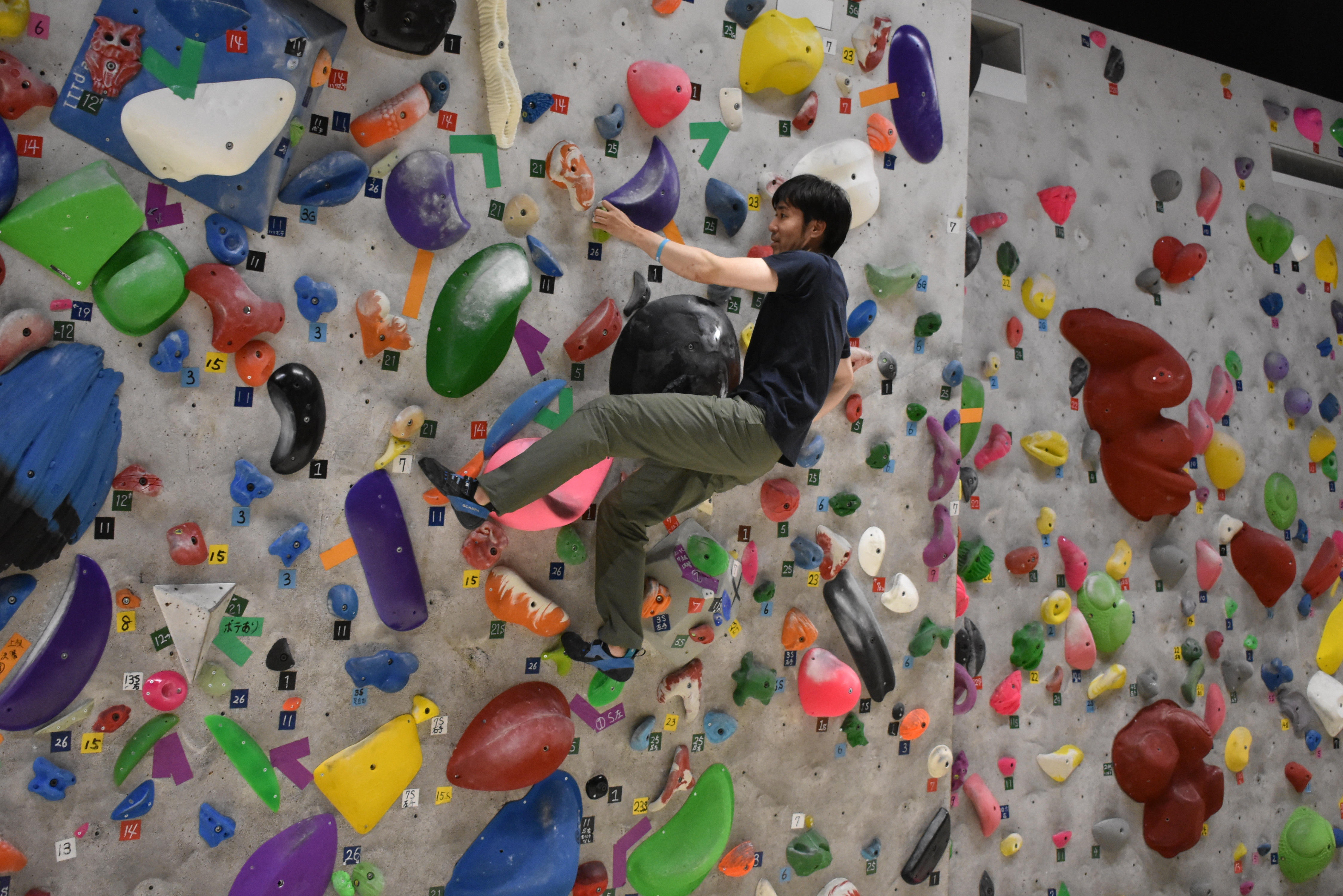
東京ドームシティ同上（2019年7月5日撮影）

インドアクライミングとは、室内でおこなうロッククライミングから発展したスポーツ。クライミングジムなどでおこなうことができる。スタイルとしてはフリークライミングで行われる。ボルダリングのエリアを用意しているジムも多い。天候にも左右されない安全性の高い環境のために練習場所としての人気が高く、最近ではインドアで初めてクライミングを体験、さらにはインドアしか体験していないクライマーも数多く現れている。

## 参照
1. ↑  山梨日日新聞社 [リンク切れ]